# ピックアップ・パッセンジャー・ビークル

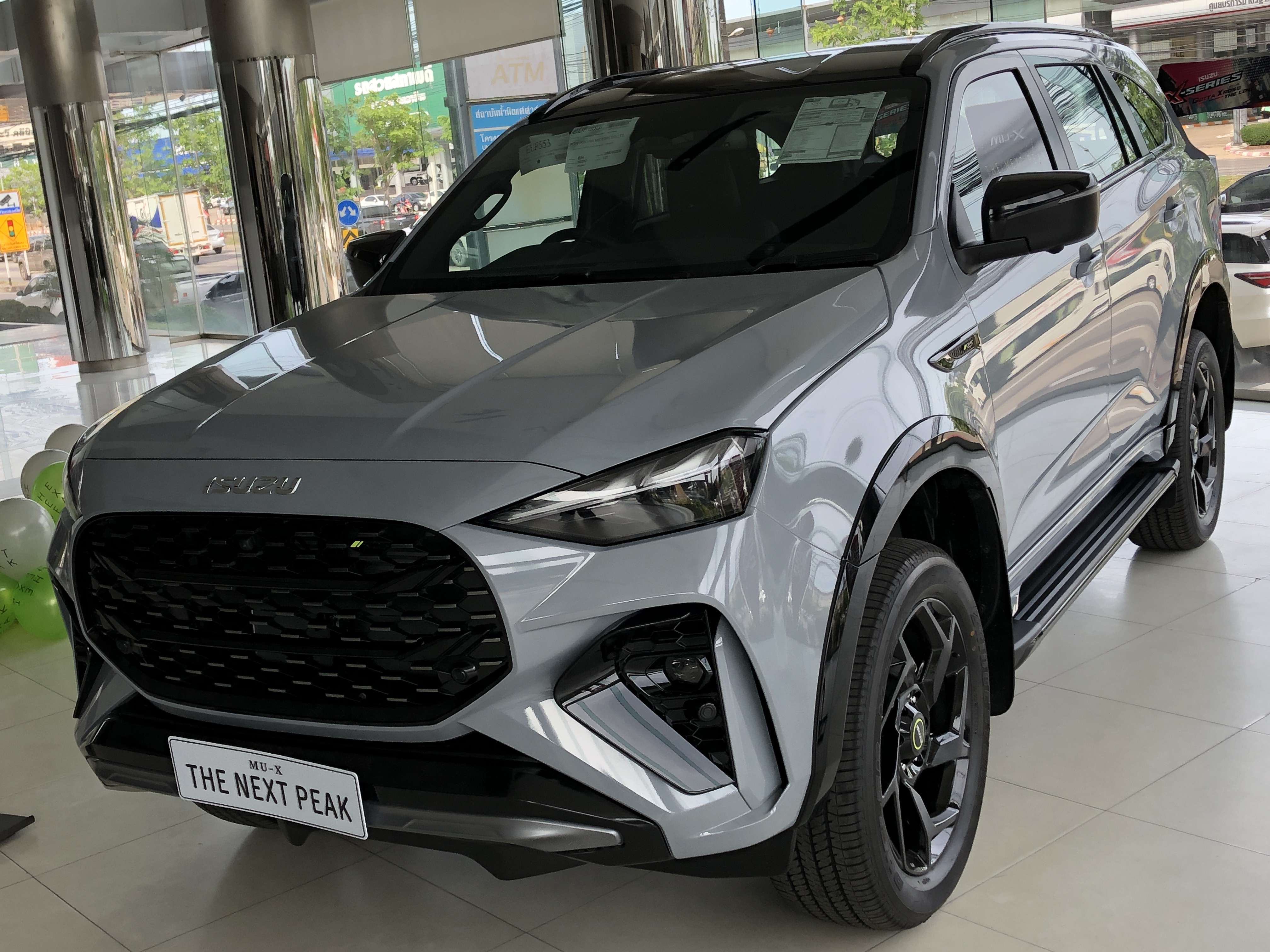
いすゞ・MU-X

ピックアップ・パッセンジャー・ビークル（英語: Pick-up Passenger Vehicle, PPV）とは、自動車の形態の一つ。日本語では「ピックアップ乗用車」と訳される。

## 定義
主にタイ国内で販売されているピックアップトラックをベースに設計されているSUVを指す。このような車をタイで購入する場合、一般のSUVと比べ税金が安くなっている。

### タイ物品税上の定義[2]
- タイ国内で製造、一般に販売もしくは輸出されている車両型式と同一で、(タイ)自動車法に基づきピックアップトラック車として登録されている、1.2t以上の車重かつ、1t以上及び4t以下の積載重量を含めた車体重量を有するように設計されたピックアップトラックのシャーシ形式の構造上部に車体が設置されていること。
- 前後輪のホイールベース間距離はピックアップトラックの型式と同一で、かつ2750mm以上なければならない。
- トラックの荷台もしくはセダン式乗用車と同じような突き出た後尾があってはならない。